# سبحة الرخد

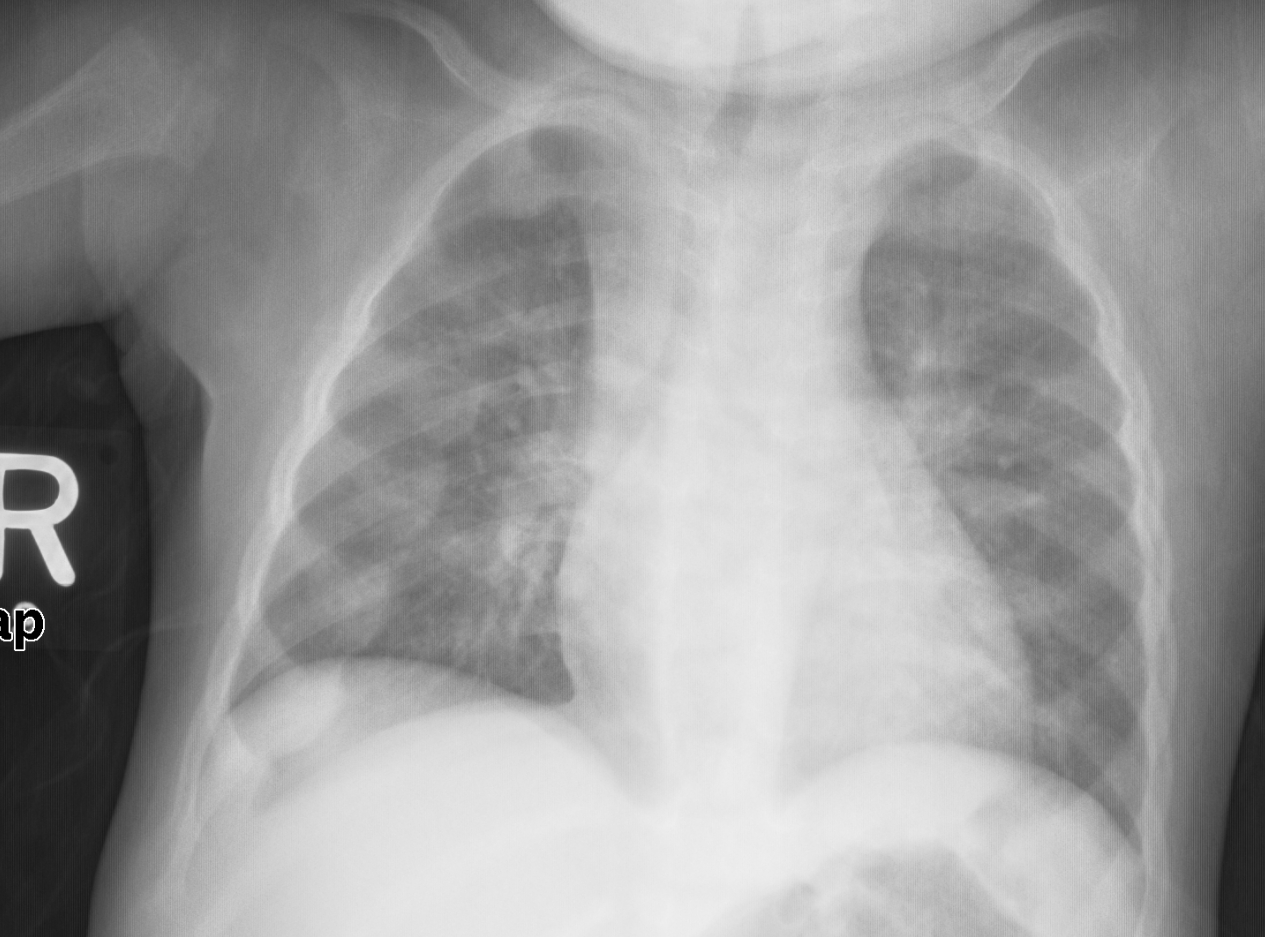

سُبْحَةٌ رَخَدِيَّة أو تَعَجُّرُ الأضلاع أو سبحة الرخد (بالإنجليزية: rachitic rosary)‏ يقصد بها المقابض البارزة من العظام في المفاصل الضلعية الغضروفية لمرضى الرخد. تلك المقابض تصنع مظهراً لحبات كبيرة تحت جلد القفص الصدري؛ ولذا كانت تسميته بالسبحة.
ويمكن تعريفها ك«تَتالِي بُروز شبيه بالخَرَز على طول الغُضاريف الضِلْعِيّة، لدى حالات الرَخَد، بسبب انْضِغاط الكَراديس وتُسمى أيضاً تَعَجُّرُ الأضلاع.»

## الأسباب
تتكون سبحة الرخد لعدة أسباب هي:
- الرخد.
- الإسقربوط.
- الحثل الغضروفي.